# Leimen (Rajna-Neckari járás)
Leimen város Németországban, azon belül Baden-Württembergben. Lakosainak száma 27 286 fő (2023. december 31.).

## Városrészei
- Gauangelloch
- Leimen
- Lingental
- St. Ilgen
- Ochsenbach

## Története
Leimen írott forrásban elsőként 791-ban tűnik fel Leimheim nevén. 1351-től a Rajnai Palotagrófság, 1803-tól a Badeni Választófejedelemség és 1806-tól a Badeni Nagyhercegség része volt.

## Népesség
A település népessége az elmúlt években az alábbi módon változott:
| Lakosok száma | 11 101 | 13 226 | 16 287 | 17 043 | 18 225 | 23 571 | 26 478 | 27 090 | 25 812 | 27 286 |
|               | 1961   | 1967   | 1974   | 1980   | 1987   | 1993   | 2000   | 2006   | 2013   | 2023   |